# Cantone di Ganges
Il Cantone di Ganges era una divisione amministrativa dell'arrondissement di Lodève. Fino al 1º novembre 2009 ha fatto parte dell'arrondissement di Montpellier.
A seguito della riforma approvata con decreto del 26 febbraio 2014, che ha avuto attuazione dopo le elezioni dipartimentali del 2015, è stato soppresso.

## Composizione
Comprendeva i comuni di:
- Agonès
- Brissac
- Cazilhac
- Ganges
- Gorniès
- Laroque
- Montoulieu
- Moulès-et-Baucels
- Saint-Bauzille-de-Putois